# Chaetocnema danielssoni
Chaetocnema danielssoni es un insecto coleóptero de la familia Chrysomelidae. Fue descrita científicamente en 2006 por Biondi & D'Alessandro.